# Lerum (comuna)
Lerum (em sueco: Lerum kommun) é uma comuna da Suécia localizada no condado da Gotalândia Ocidental. Sua capital é a cidade de Lerum. Possui 259 quilômetros quadrados e segundo censo de 2018, havia 42 137.